# Jämtland
Jämtland ( [ˈjɛmtˌlanː] (?·pàg.)) o Jemtia és una de les 25 províncies històriques de Suècia (en  suec:  landskap ) situada al centre occidental del país, a la regió de Norrland, que limita al sud amb les províncies històriques de Härjedalen i Medelpad al sud, a l'est amb Ångermanland, amb  Lapland al nord i amb la província noruega de Trøndelag a l'oest. El seu nom significa «Terra dels Jamts», en referència a la seva població nativa.
Jämtland ocupa 34.009 km, per la qual cosa era la segona major província històrica en extensió. La seva població actual és de 113.000 habitants de la majoria dels quals viuen a Storsjöbygden, l'àrea circumdant al llac Storsjön, i Östersund és la major ciutat de la província. Tot i que en l'actual organització territorial de Suècia les províncies històriques no són entitats administratives, sinó només culturals i històriques, existeix l'actual Comtat de Jämtland. Del territori d'aquest, la província històrica n'ocupa més de tres quartes parts, per bé que petites zones del nord actualment pertanyen als comtats de Västerbotten i Västernorrland.